# エリシオン・フィル
エリシオン・フィルハーモニー・オーケストラ（英：Elysion Phiharmonic Orchestra）は、九州初のゲーム・アニメ・ポップスなどのクラシック以外の曲を演奏する楽団。2012年6月10日に佐賀県佐賀市に創立された。

## 概要
設立当初より話題を呼び、九州各地より有志が集まり、常設のオーケストラとして九州初のゲーム音楽コンサートを行う。
佐賀県を拠点として定期練習を行っており、主催コンサートや依頼演奏を行っている。
常任指揮者は在中せずに代わりに作曲家・編曲家が多く在住し運営するスタッフ制を採用した自主運営型のオーケストラで定期演奏会ではなく企画主体のコンサート活動を行う
団員は学生や社会人が主で、プロの賛助も多く幅広い層が参加している。

## 沿革
九州ではクラシック・オーケストラが主流であり、ゲームやアニメ音楽をはじめとするポップスオーケストラの演奏は企画演奏やプログラムの1曲だけという形で演奏されることが通例であった。
エリシオン・フィルが結成されるまで、九州にはこれまで常設の楽団としては「長崎ポップスオーケストラ」などがあったが、人口流出による奏者不足や企画者不在などが理由で継続されることがなかった。
同団の誕生は、オーケストラによるポップスの演奏が少ない九州にとっては新鮮で斬新なことだった。
九州の音楽大学に在学していた佐賀県出身の作曲・編曲家によって呼びかけられ、数回のアンサンブルや準備期間を経て、2012年6月10日に「エリシオン・フィルハーモニー・オーケストラ」として活動開始した。

## 団名の由来
結成は一人の呼びかけで行っていたが、そのうち有志一人は夢を実現することがなく死亡することになった。
また、結成中の呼びかけ時期、2011年3月11日に東日本大震災が起き、大勢の方が命を落とすことになったため、亡くなった方の幸福の楽園である「エリュシオン」から「エリシオン」と命名した。
ゲームなどで多くのキャラクターやアイテムの由来がギリシア神話に登場する名前であったり、「オーケストラ」の語源もギリシアであるため、「元来である」という意味も込めてある。
「フィルハーモニー」は音楽愛好家という意味を持ち、「音楽が愛する幸福の楽園」= エリシオン・フィルハーモニー・オーケストラである。

## 主催&イベント出演歴
- 2012年06月10日 - 創立記念演奏会～結団式～開催
- 2012年09月30日 - 第３回 チャリティ・コンサートinふくおか　ゲスト出演
- 2012年12月24日 - クリスマスコンサート2012開催（コンサートマスター - 岡田 鉄平）
- 2013年03月31日 - 街中演奏会SAGA２０１３(佐賀大学管弦楽団,フリーアーティストYamaguchiも出演)
- 2013年12月07日 - たけちゃん＆健ちゃん＝ゲームミュージックライブ@北九州×エリシオン・ストリングス・カルテットコラボ(マツケン先生with国本剛章)
- 2014年02月15日 - アイドルとコラボ演奏S-Platz Orchestra Live!「アイドルwithオーケストラ～アイドルとオーケストラの共演！～」開催（コンサートマスター = 梅原 倫弦）
- 2014年03月21日 - 福岡ゲーム産業推進機構GFF キャナルシティ博多にてゲーム音楽ステージ出演
- 2014年10月12日 - Animesong Live in SAGA(ALIS)出演
- 2014年11月09日 - 佐賀県伊万里市×文化庁 主催：有田メディア芸術祭（アニソン　オーケストラライブ！）
- 2014年12月21日 - Tojin茶屋「クリスマス・チャリティ・ライブ２０１４～ロマンティック・ポップス～」(ハンドフルートとの共演)
- 2015年04月11日 - Arts＆Crafts＆Technologies　After Party×エリシオン・ストリングス・カルテットで出演
- 2015年06月14日 - 佐賀の街なかで生演奏-SAGA Music Avenue 2015初開催
- 2015年07月19日 - SAGA Music Avenue 2015～わいわい音楽会～×謎解きイベントコラボレーション
- 2015年09月27日 - SAGA Music Avenue 2015 ～ストリングス・カルテット・ライブ～
- 2015年10月18日 - 第４期きょうぎん未来基金助成事業エリシオン・フィル「ファミリー・コンサート」
- 2015年11月09日 - 佐賀県芸術鑑賞プログラム　唐津市七山小学校特別演奏会出演
- 2015年11月15日 - 明星和楽　岩田屋前ゲーム音楽コンサート&トークショー　ゲスト：坂本 英城（ノイジークロークCEO）
- 2015年12月12日 - 熱中人文化祭～じょうねつ気温上昇ちゅう～　ゲーム・アニメ音楽会（イベント出演）
- 2016年05月05日 - こどもの日企画「わいわい音楽会」in佐賀市わいわいコンテナ主催
- 2016年07月10日 - ゲームバーギルドOpen記念ゲームミュージックライブ　エリシオン・フィルアンサンブルで出演
- 2016年09月22日 - くるめ音楽祭2016 アンサンブルフェスティバルに出演
- 2016年09月25日 - ゲーム・アニメによる自由合奏会～ロマンシング　サ・ガ特集～
- 2016年11月11日 - 明星和楽２０１６～新種～　イベント出演
- 2017年03月18日 - シンフォニック・ポップス・オーケストラ2017～新海誠の世界～開催（コンサートマスター = 中西 弾）
- 2017年09月28日 - くるめ音楽祭2017アンサンブルフェスティバルにてオーケストラ編成で出演(ゼルダの伝説特集)
- 2017年11月05日 - 第５８回九州産業大学学祭：香椎祭エリシオン・フィルハーモニー・オーケストラ×九州産業大学コラボコンサート『FUN FAN FANTASY SYMPHONIC POPS LIVE2017』開催
- 2017年11月11日 - 福岡マラソン2017 福岡市役所特設ステージ：福岡EXPO アニメ・ゲームミュージックステージ
- 2017年11月25日 - イオンモール大牟田 ブラックフライデーゲームミュージックコンサート(イベント出演)
- 2017年12月23日 - 佐賀市バルーンミュージアムクリスマスコンサート イベント出演(ヴィオラ3名とチェロの4重奏による)
- 2018年03月18日 - 「Journey～君と一緒なら～」ゲーム・アニメコンサート鳥栖特別演奏会2018主催
- 2018年03月21日 - フレスポ鳥栖主催地域のエンターテインメント『みんなの☆SHOW』オープニング・コンサート
- 2018年04月15日 - 弦楽器の祭典「ストリングフェスタSAGA」in佐賀出演(弦楽アンサンブル)
- 2018年08月12日 - ゲームとアニメ音楽による自由合奏会in鳥栖「星のアンサンブル」(星のカービィ特集)
- 2018年12月02日 - 鳥栖市明治維新150年祭 イベント出演(エリシオン・ウインド・シンフォニー名義で吹奏楽編成で出演)
- 2018年12月31日 - namucoワンダーシティ南熊本店「カウントダウン」ライブ イベント出演
- 2019年03月17日 - フレスポ鳥栖-みんなのSHOW2019 エリシオン・ストリングス・アンサンブルコンサート(イベント出演)
- 2019年06月23日 - 創立4周年記念コンサートin鳥栖　エリシオン・フィル プレゼンツ「ゲーム・ミュージック・オーケストラ・コンサート(フレスポ鳥栖にて)」
- 2019年10月17日 - 佐賀県まなび応援事業訪問演奏会:小城市立三日月小学校(主催：佐賀県庁まなび課)
- 2019年10月25日 - 佐賀県まなび応援事業訪問演奏会:佐賀市立嘉瀬小学校(主催：佐賀県庁まなび課)
- 2019年11月20日 - 佐賀県まなび応援事業訪問演奏会:（鳥栖市）中原支援学校　田代分校(主催：佐賀県庁まなび課)
- 2019年11月26日 - 佐賀県まなび応援事業訪問演奏会:佐賀県立佐賀商業高等学校(主催：佐賀県庁まなび課)
- 2019年12月07日 - ふれあい人権フェスタ2019 ゲーム・アニメ音楽オーケストラコンサート(イベント出演)
- 2020年02月16日 - フランチャイズ・コンサート鳥栖「シンフォニック・ポップス・オーケストラライブ2020」開催（コンサートマスター=朝来 桂一）
- 2021年05月16日 - クラシックの再構築「リ・コンポーズ・クラシック2021」開催（コンサートマスター = 朝来 桂一）
- 2022年03月27日 - ゲームとアニメ音楽による交流合奏会in鳥栖「思い出の合奏会」企画&主催(サンメッセ鳥栖ホールにて)
- 2022年07月31日 - 第4回アバンセ夏のロビーコンサート出演(佐賀県男女共同参画センター・アバンセにて)
- 2023年01月07日 - 集え！ポケモン吹奏楽部in佐賀開催(ポケットモンスタースカーレット&バイオレット メインテーマを演奏企画)
- 2023年03月26日 - 吹奏楽による思い出の音楽会2023in佐賀 主催(佐賀県男女共同参画センター・アバンセホールにて)
- 2023年05月23日 - 佐賀県立美術館ホール 第51回あらかしコンサート出演（コンサートマスター = 朝来 桂一）
- 2023年06月11日 - 大九州合同祭42in福岡　イベント出演(賛助：福岡ゲームミュージック吹奏楽団)
- 2024年01月28日 - シンフォニック・ポップス・ライブ2024～ほとめきの音楽会～ 開催（コンサートマスター = 朝来 桂一）
- 2024年09月08日 - くるめ音楽祭2024アンサンブルフェスティバルに弦楽器編成,小編成吹奏楽で出演
- 2025年02月02日 - 大九州東方祭72 in 福岡 イベント出演(福岡市・パピヨン2024 ガスホール)
- 2025年03月20日 - アバンセ：春のロビーコンサート2025出演(佐賀県男女共同参画センター・アバンセにて)
- 2025年03月23日 - ゲーム・アニメ音楽による交流合奏会『電演』in佐賀開催(佐賀県男女共同参画センター・アバンセにて)
- 2025年06月01日 - 創立13周年記念コンサート『Japan Music Drima 2025~栄の国の音楽会~』in佐賀公演を主催(コンサートマスター = 朝来 桂一)